# Agata Dobrowolska
Agata Sara Dobrowolska (ur. 26 marca 1992 w Lublinie) – polska koszykarka, występująca na pozycjach rzucającej oraz niskiej skrzydłowej, obecnie zawodniczka VBW Arki Gdynia.
25 czerwca 2018 została zawodniczką Ślęzy Wrocław. 13 czerwca 2019 przedłużyła umowę z zespołem ze Śląska.
8 czerwca 2021 zawarła umowę z VBW Arką Gdynia.

## Osiągnięcia
Stan na 17 czerwca 2022, na podstawie, o ile nie zaznaczono inaczej.

### NCAA
- Mistrzyni sezonu regularnego konferencji USA (2016)

### Drużynowe
Seniorskie
- Wicemistrzyni Polski (2011, 2012)
- Brązowa medalistka mistrzostw Polski (2022)[7]
- Finalistka:
  - Pucharu Polski (2022)[8]
  - Superpucharu Polski (2021)[9]
- Uczestniczka rozgrywek Euroligi (2011/12)

Młodzieżowe
- Wicemistrzyni Polski juniorek starszych (2011)
- Brązowa medalistka mistrzostw Polski kadetek (2008)

### Indywidualne
- Zaliczona do I składu mistrzostw Polski:
  - juniorek starszych U–20 (2011)
  - kadetek (2008)

### Reprezentacja
- Uczestniczka mistrzostw Europy:
  - U–18 (2009 – 12. miejsce)
  - U–16 (2008 – 6. miejsce)